# Pierre Teilhard de Chardin
(Teilhard de Chardin "In che modo io credo", 1934)
Pierre Teilhard de Chardin (Orcines, 1º maggio 1881 – New York, 10 aprile 1955) è stato un gesuita, filosofo e paleontologo francese.
Se fu conosciuto in vita soprattutto come scienziato evoluzionista, ebbe notorietà come teologo soltanto dopo la pubblicazione postuma dei suoi principali scritti, tra i quali spiccano Il fenomeno umano (considerato il suo principale lavoro), L'energia umana, L'apparizione dell'uomo e L'avvenire dell'uomo che parimenti descrivono le sue convinzioni teologiche e scientifiche.
In qualità di paleoantropologo fu anche presente alla scoperta dell'Uomo di Pechino. La scoperta del Teilhard teologo avvenne successivamente; Giancarlo Vigorelli in un suo libro del 1963 lo definisce già nel titolo "il gesuita proibito".
Il pensiero di De Chardin viene inquadrato all'interno della teologia del processo di Whitehead e di Charles Hartshorne.

## Biografia
Marie-Joseph Pierre Teilhard de Chardin nacque nel castello di Sarcenat nei pressi di Orcines (Puy-de-Dôme),  quarto degli undici figli di Emmanuel, naturalista, e Berthe-Adèle de Dompierre d'Hornoy, pronipote di Voltaire.
Ne Il cuore della materia del 1950, racconta che fin da bambino era attratto senza saperlo dall'idea di consistenza e che il suo primo idolo o dio infantile era rappresentato dal "Dio di Ferro" cioè la materia nel sembiante del ferro poiché con la sua solidità ben gli rappresentava questa proprietà dell'essere e che gli rappresentava anche l'essenza delle cose, ciò che non passa ovvero l'opposto dell'effimero, fino a che non scoprì che il ferro si rigava e si arrugginiva. Solo in seguito raggiunse la convinzione che la consistenza non era data dalla sostanza in sé bensì dalla convergenza: questo di convergenza diverrà negli anni uno dei concetti fondamentali del pensiero teologico e scientifico teilhardiano sull'essere, la sua ontologia.
Fino all'età di undici anni visse in famiglia. Nel 1892 entrò in un collegio di gesuiti dove svolse gli studi letterari, filosofici e infine matematici fino all'anno 1899 allorché prese la decisione di entrare nel noviziato della Compagnia di Gesù. Nel 1901 tuttavia in Francia furono approvate le nuove leggi antireligiose e l'ordine dei Gesuiti fu espulso dal territorio nazionale. Teilhard continuò all'estero il suo noviziato e gli studi di filosofia.

### La formazione scientifica
Dal 1905 al 1908 fu al Cairo, in Egitto, come "lettore di chimica e di fisica" al collegio secondario gesuita della Sacra Famiglia. Fu proprio in quegli anni che cominciò ad interessarsi alla geologia, alla paleontologia (in cui ebbe modo di perfezionarsi più tardi alla Sorbona di Parigi) e alla teoria dell'evoluzione.
Nel 1911 dopo quattro anni di seminario teologico svolti in Gran Bretagna fu ordinato prete; già nel 1912 lavorò tuttavia al "Museo nazionale di Storia Naturale di Parigi" con Marcellin Boule, paleontologo che aveva studiato il primo scheletro completo di Uomo di Neanderthal.

### Genesi del pensiero
Negli anni della prima guerra mondiale militò nelle trincee sul fronte franco-tedesco dove fu nominato caporale e seguì per tutto il corso della guerra gli spostamenti del suo reggimento in qualità di barelliere dal 1915 al 1919. Alla fine della guerra fu insignito della croce al merito e nominato cavaliere della Legion d'Onore.
In quel periodo Teilhard maturò la vocazione religiosa, lesse Dante e scrisse una serie di saggi, "L'eterno femminino", che dedicò a Beatrice. L'esperienza della prima guerra mondiale fu molto importante per la genesi del suo pensiero. Di quel periodo furono anche lo scambio epistolare con la cugina Margherita e la redazione di un diario che, oltre ad altri scritti, costituirono il primo abbozzo del suo pensiero scientifico-teologico maturo.
Sempre in questo periodo è da situarsi il suo Inno alla Materia:
Durata senza fine, Etere senza sponde,

triplice abisso delle stelle, degli atomi e delle generazioni,

Tu che eccedendo e dissolvendo le nostre anguste misure

ci riveli le dimensioni di Dio.»

#### La formazione scientifica e l'esilio in Cina
Nel 1918 pronunciò i voti solenni.
Nel 1919 ottenne i diplomi in geologia, botanica e zoologia per la laurea in "Scienze Naturali" alla Sorbona di Parigi, seguì i corsi di paleontologia umana tenuti da Marcellin Boule che gli restò amico per tutta la vita. Nel 1920 terminò la tesi di laurea su "I mammiferi dell'Eocene inferiore francese e loro giacimenti" e ottenne l'incarico del corso di paleontologia e geologia all'Istituto Cattolico di Parigi.
Nel tentativo di conciliare la teoria evoluzionista e la dottrina del peccato originale, espresse opinioni non conformi alla dottrina ufficiale della Chiesa in un documento inviato ad alcuni teologi di Lovanio. I superiori del suo ordine gesuita, con un provvedimento disciplinare, lo costrinsero a dimettersi dall'insegnamento di materie filosofico-teologiche, lo invitarono a non pubblicare più nulla su questi temi e gli imposero il trasferimento in Cina, dove si era già recato nel 1923 per conto del "Museo di Storia naturale di Parigi", e dove rimase dal 1926 al 1946.
In Cina si stabilì dapprima a Tientsin e partecipò a spedizioni di ricerca minori anche perché svolte con mezzi molto limitati (Kanson, valle del Sang-Kan-Ho, Mongolia orientale), poi nel 1929 diventato consigliere del "Servizio geologico della Cina" si trasferì a Pechino. Partecipò a spedizioni di ricerca dotate di parecchie risorse:
- in Asia Centrale e in Mongolia, con Roy Chapman Andrews dell'American Museum of Natural History (1930)
- "crociera gialla" finanziata dalla Citroën (1931-1932).
- a Tcon Breuil in cui fu scoperto il sinanthropus di Chou-Kou-Tien.
- nello Shanxi, Henan e Shantung (Shandong), nel 1932 e 1936.
- nelle vallate del fiume Yangtze e della regione del Szechuan nel 1934.
- nell'India settentrionale e centrale (spedizione Yale-Cambridge) nel 1935.
- in Birmania (spedizione Harvard-Carnegie) nel 1937-1938.

Nel periodo cinese fece vari ritorni in Europa e in Francia e si recò varie volte negli Stati Uniti, in Sud-Africa e nell'isola di Giava, ma fu bloccato a Pechino dal 1939 al 1946 per lo scoppio della seconda guerra mondiale. Nel 1940 fondò l'"Istituto di Geobiologia di Pechino" e nel 1943 fu tra i fondatori della rivista "Geobiologia".

### La sintesi Uno-Molteplice: le vie della mistica orientale e occidentale verso l'Uno
Durante la lunga permanenza nel continente asiatico, approfondita la mistica indiana, cinese, giapponese, avviò la riflessione sui rapporti tra l'Uno e il Molteplice e scrisse, nel 1932, il saggio "Route de l'Ouest. Vers une mystique nouvelle" e nel 1947, appena ritornato definitivamente in Europa, "L'apport spirituel de l'Extreme-Orient. Quelques réflexions personneles".
Ritenne che la via orientale all'Uno, espressasi nelle sue tre più importanti direzioni di ricerca mistica, costituisse il punto di unione tra la mistica occidentale e quella orientale: ritenne che l'India fosse stata l'iniziatrice della mistica mondiale con il "ciclone mistico" originatosi nella valle del Gange; fece proprio il desiderio di unità, l'attaccamento alla Terra, il senso dell'equilibrio con il cosmo indiani, il sentimento umano della compassione e del collettivo della Cina, il valore della socializzazione del Giappone. Tuttavia sostenne che la via dell'Oriente, a differenza del Cristianesimo, non fosse riuscita a realizzare una sintesi soddisfacente perché, in questa tradizione, l'aspirazione a realizzare l'Uno si scontrerebbe con il molteplice visto come negatività ed ostacolo all'ascesi come percorso verso l'Uno, dove i fenomeni, anziché manifestare l'Uno a cui si aspira nell'abbraccio mistico, lo nascondono.

### Il ritorno in Europa
Nel 1946 ritornò a Parigi dove fu nominato direttore di ricerca al "Centre national de la recherche scientifique". L'anno dopo ebbe le prime avvisaglie dei disturbi cardiaci che lo condussero alla morte.
Gli venne proposta una cattedra al Collège de France; nel 1948 si recò a Roma per chiedere l'autorizzazione delle autorità della Chiesa a proporre la sua candidatura ad una cattedra al Collège de France, ma l'autorizzazione gli fu rifiutata e fu invitato a lasciare la Francia. Si trasferì a New York nel 1951 dove fu nominato collaboratore permanente della "Wenner-Gren Foundation for Anthropological Research", una fondazione di ricerche antropologiche per cui si recò due volte in Africa (Sud-Africa e Rodesia), nel 1951 e nel 1953. Fu promosso al grado di ufficiale della Legion d'Onore nel 1947 ed ottenne una cattedra all'Institut de France nel 1950.
Andò a vivere stabilmente negli Stati Uniti, ma dopo pochi anni morì per attacco cardiaco il giorno di Pasqua del 1955. Fu sepolto nel cimitero della casa noviziale dei gesuiti a Saint Andrew on Hudson (oggi Hyde Park of New York).

### Umanesimo e umanesimo
Pochi giorni prima di morire, in una delle sue ultime lettere, del 30 marzo 1955 - l’ultima la scriverà l’8 aprile - esprimeva l'idea di volere scrivere un saggio, "Umanesimo e umanesimo", in cui avrebbe espresso l'idea che ciò che fino ad allora si era chiamato "umanesimo" con le sue radici in Grecia, andasse abbandonato definitivamente e soppiantato da un nuovo umanesimo, ispirato non più all'uomo armonicamente sviluppato, ma all'uomo pienamente evoluto che si eleva al di sopra di sé per raggiungere il suo vero fine nell'essere sovra-umano.

## Pensiero ed eredità
Negli scritti di Teilhard de Chardin la struttura convergente dell'universo da nascosta si manifesta grazie al suo principio per il quale «tutto ciò che sale converge» come si enuclea dalla Legge di complessità e coscienza; questa viene da Teilhard esplicitata come legge dell'evoluzione simultaneamente sia della materia che dello spirito verso quello che egli chiama Punto Omega e che parimenti esprime una fiducia nel progresso, nell'in-avanti, e in Dio, nell'in-alto. Grazie a questo impianto teorico Teilhard elabora una sintesi che abbraccia l'intera storia dell'universo e dell'umanità, da paleontologo che guarda al passato della specie ma anche da vero e proprio futurologo se non da profeta dei nostri giorni che similmente guarda all'avvenire della specie.
Grazie a questi lavori Teilhard rese popolare in simmetria a quello di biosfera il nuovo concetto di noosfera che appare nei suoi scritti per la prima volta nel 1925.
Nel 1965 fu creata la Fondazione Teilhard de Chardin con sede al Museo Nazionale di Storia Naturale di Parigi, che riunisce documentazione su e di Teilhard de Chardin.
L'importanza del lavoro del teologo-scienziato è anche quella di aver collaborato al progetto di tessere un ponte di collegamento tra pensiero scientifico e pensiero religioso. Lo stesso Teilhard non ha mancato di descrivere il suo percorso personale sia scientifico che filosofico-religioso in una sorta di autobiografia dal titolo Il cuore della materia nel 1950.

### Le reazioni della Chiesa

#### L'accusa di panteismo
La pubblicazione dei suoi scritti innescò immediatamente accese polemiche, che devono essere inquadrate fra i contrasti tra tradizionalisti e innovatori, che precedettero il concilio Vaticano II. Non appena il suo pensiero cominciò a diffondersi e soprattutto a partire dagli anni sessanta venne accusato di panteismo, accusa con cui lo si escludeva dall'ortodossia cattolica.
Secondo Teilhard de Chardin, però, l'accusa di panteismo, la principale e maggiormente reiterata, era frutto di un fraintendimento della sua visione cosmologica:

#### Ilmonitumdel Sant'Uffizio
Le reazioni della curia romana della Chiesa cattolica non tardarono a manifestarsi di fronte ad un pensiero così controcorrente e innovativo rispetto alla tradizione. La curia, tuttavia, rinunciò a mettere all'"indice" le sue opere e trovò più opportuno optare per un più moderato monitum. Infatti non erano ancora stati pubblicati i primi volumi che, già nel 1958, il Padre Generale Janssens dovette comunicare alla Compagnia di Gesù che un decreto del Sant'Uffizio, presieduto dal cardinale Ottaviani, imponeva alle congregazioni religiose di ritirare le opere del gesuita da tutte le biblioteche. Nel documento si può leggere come i testi del gesuita «racchiudono tali ambiguità ed anche errori tanto gravi che offendono la dottrina cattolica» per cui si imponeva al clero di allertarsi per «difendere gli spiriti, particolarmente dei giovani, dai pericoli delle opere di P. Theilard de Chardin e dei suoi discepoli».
Nel Novembre 2018 la Congregazione per la Dottrina della Fede si è riunita in riunione plenaria per valutare la revoca del monitum promulgato nel 1962.

#### Giudizi successivi
Il biologo Jacques Monod, nel suo saggio " 'Il caso e la necessità"', accusò frontalmente le idee di Teilhard de Chardin di essere antiscientifiche e prive di ogni rigore metodologico. 
Nel 1962 uscì "Il pensiero religioso di Pierre Teilhard de Chardin" del gesuita Henri de Lubac, che pur palesando di non aver perfettamente colto il vero ruolo della socializzazione nel pensiero di Teilhard, mirava a rassicurare gli ambienti ecclesiastici mettendo in evidenza la continuità di Teilhard con la tradizione della Chiesa. Del libro, benché forte dell'imprimatur del cardinale primate delle Gallie, furono sospese le traduzioni in italiano, tedesco e inglese, e André Combes e Philippe de la Trinité diedero alle stampe un testo nel quale il libro in questione veniva aspramente criticato.
Una severa critica verso il pensiero di Teilhard de Chardin, in particolare verso la concezione del "Cristo cosmico", è stata espressa da Jacques Maritain nel suo scritto "Le paysan de la Garonne" (in italiano "Il contadino della Garonna") del 1966. Un lungo paragrafo e due appendici del volume sono dedicati alla confutazione delle tesi di Teilhard.
Papa Paolo VI in un discorso sui rapporti tra scienza e fede si riferì a Teilhard come ad uno scienziato che, proprio nello studio della materia, fosse riuscito a «trovare lo spirito», e come la sua spiegazione dell'universo manifestasse, anziché negare, «la presenza di Dio nell'universo quale Principio Intelligente e Creatore»
Malgrado ciò resta il fatto che, quando nel 1981 il segretario di Stato Agostino Casaroli scrisse a monsignor Paul Poupard, allora rettore dell'Institut Catholique di Parigi, che l'«acuta percezione del dinamismo della creazione» del gesuita e la sua «ampia visione del divenire del mondo si coniugano con un incontestabile fervore religioso», L'Osservatore Romano si affrettò a precisare che tale esternazione non andasse comunque intesa come una "riabilitazione" di Teilhard.
Successivamente il cardinal Ratzinger, poi papa Benedetto XVI, in Principi di Teologia cattolica del 1987 ammise che uno dei documenti principali del Concilio Vaticano II, la Gaudium et Spes fosse fortemente permeata dal pensiero del gesuita francese. Benedetto XVI inoltre ha affermato che quella di Teilhard fu una grande visione per cui alla fine avremo una vera liturgia cosmica, e il cosmo diventerà ostia vivente: è l'idea della noosfera.
Recentemente i gesuiti statunitensi hanno reso omaggio a Teilhard perché avrebbe consentito ai cattolici di liberarsi del fardello della spiritualità tridentina «appesantita dalla colpa e dal peccato» e perché «insegnò alle donne e agli uomini moderni a trovare Dio in tutte le cose».
Oltre a suscitare le reazioni della Chiesa, preoccupata dell'ortodossia, il pensiero di Teilhard de Chardin suscitò da parte di Eugenio Montale critiche dai toni beffardi che si trovano disseminate sia nella sua produzione pubblicistica sia nell'opera poetica più tarda. Si legge in Satura, 39: "Paleontologo e prete, ad abundantiam / uomo di mondo, se vuoi farci credere / che un sentore di noi si stacchi dalla crosta / di quaggiù, meno crosta che paniccia, / per allogarsi poi nella noosfera / che avvolge le altre sfere o è in condominio / e sta nel tempo (!), / ti dirò che la pelle mi si aggriccia / quando ti ascolto."
Il teologo francese e cardinale Henri De Lubac ispirandosi alla ricerca condotta da René d'Ouince e in accordo con l'omelia del Papa ribadisce i collegamenti tra il pensiero del gesuita con quello di San Paolo.

#### Fraternità sacerdotale San Pio X
La Fraternità sacerdotale San Pio X disconosce la visione evolutiva e messianica della storia umana data dal prelato francese, affermando che nemmeno il progresso tecnologico deve ingannare circa il fatto che il tempo sia un percorso verso una spiritualità più compiuta e una religione più veritiera. Il Libro dell'Apocalisse mostra che la storia umana è costellata di prove destinate a forgiare santi tra loro diversi perché vissuti in epoche e situazioni differenti. La religione la storia si sono massimamente compiute con l'Incarnazione del Verbo.

## Opere
- La vita cosmica (1916), Il Saggiatore, Milano 1970 e 1982
- Il Cristo nella materia (1916)
- Il mio universo (1918)
- La potenza spirituale della materia (1919)
- Note sul progresso (1920)
- La messa sul mondo (1923)
- Il mio universo (1924)
- Lo spirito della terra (1931)
- Cristologia e evoluzione (1933)
- In che modo io credo (Comment je crois, 1934)
- L'energia umana (1937), Edizioni Pratiche, Milano 1997
- Il fenomeno umano (1938-1940), Il Saggiatore, Milano 1968 - Edizioni Queriniana, Brescia 1995
- Il Cristo evolutore. Riflessioni sulla nozione di redenzione.
- Cristianesimo e evoluzione (1944)
- Una interpretazione biologica plausibile della storia umana: la formazione della "noosfera" (1947)
- Il posto dell'uomo nella natura (1. Un fenomeno di contro-evoluzione in biologia umana o la paura dell'esistenza. 2. Il gruppo zoologico umano. Strutture e direzioni evolutive) (1949), Il Saggiatore, Milano 1970
- Sull'esistenza probabile, davanti a noi, di un "Oltre-umano". Riflessioni di un biologo (1950)
- Riflessioni sull'Oltre-umano (1950)
- Il cuore della materia (1950), Edizioni Queriniana, Brescia 1993
- Il Dio dell'evoluzione (1952)
- La riflessione dell'energia (1952)
- Guardando un ciclotrone. Riflessioni sul ripiegamento su sé dell'energia umana (1953)
- L'attivazione dell'energia umana (1953)
- L'apparizione dell'uomo (1956), Il Saggiatore, Milano 1979
- L'avvenire dell'uomo (1959), Il Saggiatore, Milano 1972
- Scienza e Cristo (1965)
- Genesi di un pensiero. Lettere dal fronte (1914-1919), Feltrinelli 1966
- Lettere di viaggio (1923-1955), Feltrinelli 1962
- Lettere dall'Egitto (1905-1908), Morcelliana 1966
- Corrispondenza tra Maurice Blondel e Teilhard de Chardin (1968)
- Convergere in alto: lettere a Leontine Zanta, Il Saggiatore, Milano 1969
- L'ambiente divino (1957), Il Saggiatore, Milano 1968
- La visione del passato

### Pubblicazioni postume
Alla sua morte le sue pubblicazioni scientifiche che ammontano a 250 furono ripubblicate in 11 volumi, mentre Jeanne Mortier si incaricò della pubblicazione delle sue opere complete. Tali pubblicazioni che vanno dal 1955 al 1976 constano complessivamente di 13 volumi:
1. - Le Phénomène Humain, (1955)
2. - L'Apparition de l'Homme, (1956)
3. - La Vision du Passé, (1957)
4. - Le Milieu Divin, 1957
5. - L'Avenir de l'Homme, (1959)
6. - L'Énergie Humaine, (1962)
7. - L'Activation de l'Énergie, (1963)
8. - La Place de l'Homme dans la Nature, (1965)
9. - Science et Christ, 1965
10. - Comment je crois, (1969)
11. - Les Directions de l'Avenir, (1973)
12. - Écrits du Temps de la Guerre, (1975)
13. - Le Cœur de la Matière, (1976)

## Pierre Teilhard de Chardin nella letteratura
- Nel ciclo di romanzi i Canti di Hyperion uno dei personaggi, papa Teilhard, prende il suo nome dal famoso San Teilhard che, nel romanzo, è la raffigurazione del personaggio realmente esistito. Nel corso del romanzo vengono richiamati, anche se in forma molto veloce, concetti come quello del Punto Omega. Tutto il ciclo è fortemente ispirato alle idee "evoluzionistiche" del gesuita, anche se in forma romanzata.
- Nel libro Deus Irae, scritto da Philip K. Dick e da Roger Zelazny, viene citato il gesuita francese.

## Pierre Teilhard de Chardin nel cinema
- Nel film L'uomo venuto dal Kremlino, diretto da Anderson e basato sul romanzo di Morris West Nei panni di Pietro, il personaggio di Padre David Telemond, interpretato dall'attore austriaco Oskar Werner, è ispirato alla figura di Teilhard de Chardin. Padre Telemond si presenta all'esame di una speciale commissione presieduta dal cardinale Leone, interpretato dall'attore Leo McKern, chiamata a dare un giudizio sulle opinioni di Padre Telemond. La commissione presenta a Padre Telemond il problema di un cranio fossile di un uomo preistorico, argomento sul quale Padre Telemond appare ferratissimo. L'esame accurato del cranio suggerisce una morte violenta per opera di un individuo della stessa specie del fossile. Provocatoriamente, la commissione chiede a padre Telemond se quella morte violenta possa essere considerata come omicidio a tutti gli effetti, e, in caso affermativo, se l'assassino, a quello stadio dell'evoluzione umana, fosse dotato di anima immortale passibile di dannazione eterna. Padre Telemond risponde con una accorata orazione a carattere misticheggiante. La risposta lascia la commissione alquanto fredda riguardo al reale accordo delle dottrine di Padre Telemond con la dottrina ufficiale della Chiesa.